# Závitka mnohokořenná
Závitka mnohokořenná (Spirodela polyrhiza) je druh jednoděložné rostliny z čeledi árónovité (Araceae). Starší systémy ji řadí do samostatné čeledi okřehkovité (Lemnaceae).

## Popis
Jedná se o extrémně redukovanou vodní rostlinu, volně plovoucí na hladině. Je jednoletá, jednodomá s jednopohlavnými květy. Celá lodyha má „stélkovitý tvar“, „stélka“ je zpravidla plochá, vzácněji trochu vypouklá, okrouhlého až obvejčitého tvaru, na délku měří cca 2-10 mm (je větší než u okřehku menšího). Listy zcela chybí, kořeny jsou ale přítomny, na každou „stélku“ připadá cca 7-21 kořenů (na rozdíl od většiny zástupců rodu okřehek (Lemna), kdy je to většinou jen 1 kořen na „stélku“). Někteří autoři však považují „stélku“ za list. Vegetativní rozmnožování vysoce převažuje nad pohlavním a rostliny vytvářejí rozsáhlé kolonie, ale kvetou jen výjimečně. Květy jsou v redukovaných chudokvětých květenstvích obsahujících zpravidla 3 květy, květenství je uzavřeno v drobném toulcovitém membránovitém listenu. Okvětí chybí. Samčí květy jsou v květenství většinou 2 a každý je redukovaný na 1 tyčinku. Samičí květ je 1 a je redukován na gyneceum, které je složené z 1 plodolistu, zdánlivě monomerické (snad by mohlo být interpretováno jako pseudomonomerické), semeník je svrchní. Plod je suchý, nepukavý měchýřek, obsahující 1-5 semen.

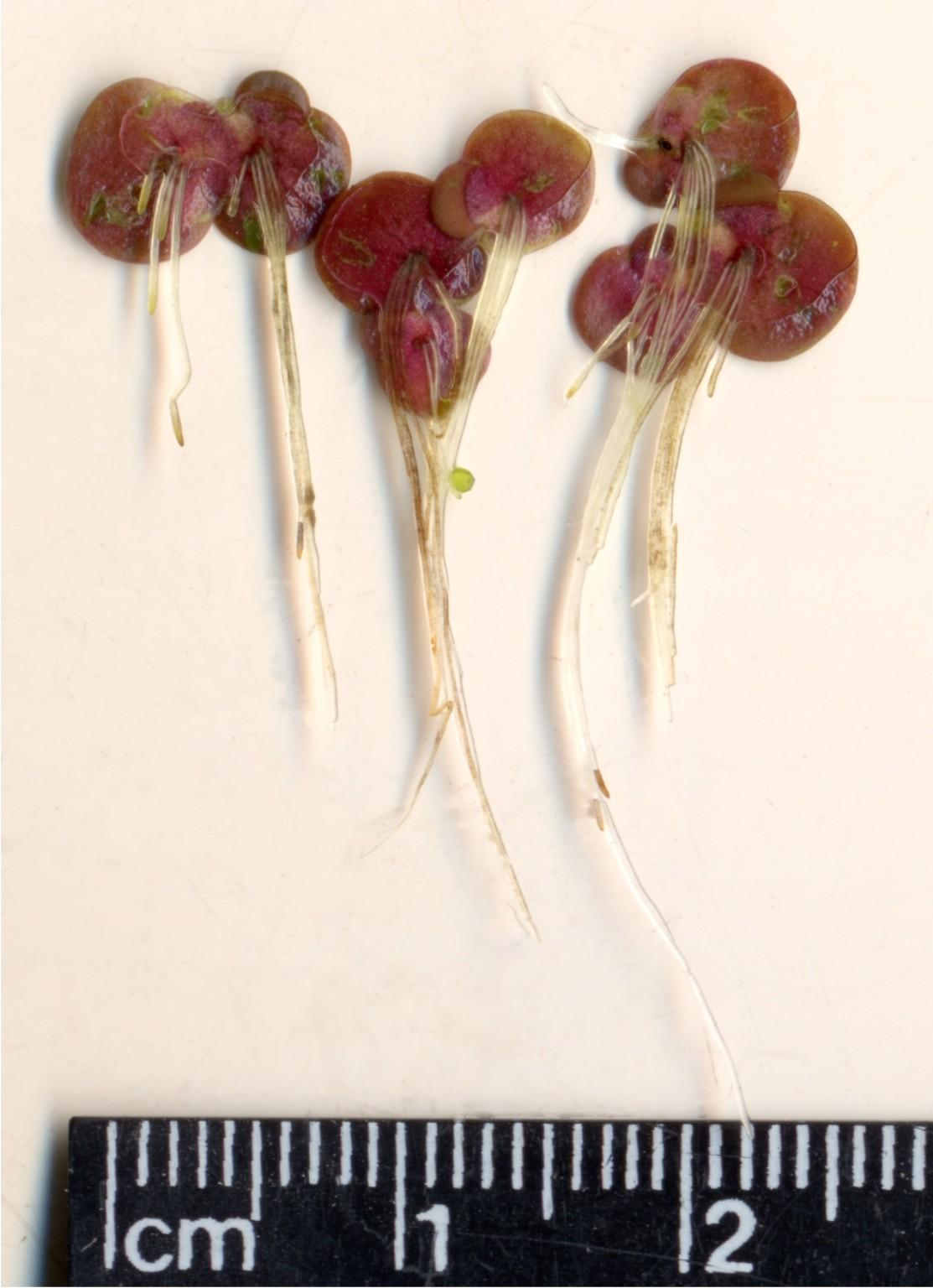
Detail rubu "lístků"

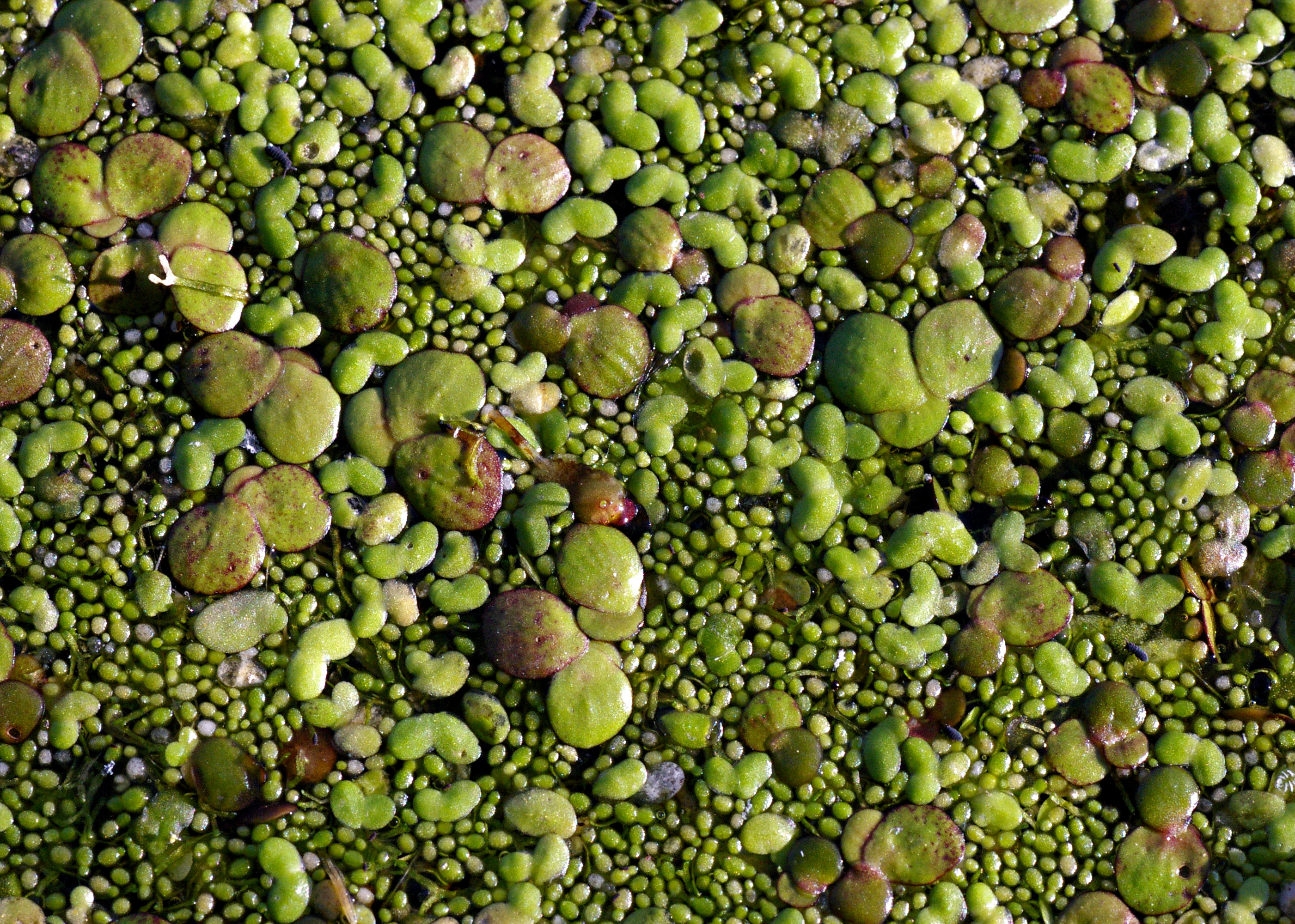
Směs vodních rostlin z čeledi okřehkovité: největší „lístky“ má závitka mnohokořenná, prostřední velikost okřehek menší, nejmenší je drobnička bezkořenná

## Rozšíření ve světě
Roste skoro po celém světě, snad kromě Arktidy a Antarktidy a jiných extrémních oblastí. Ve svém areálu má však i velké hiáty v oblastech s nepříznivými podmínkami pro rostlinu. Mapa rozšíření viz zde: .

## Rozšíření v Česku
V Česku jde o poměrně běžnou vodní rostlinu rozšířenou od nížin do podhůří. Roste zpravidla v eutrofních a mezotrofních vodách.